# Werner Meißner (Wirtschaftswissenschaftler)
Werner Richard Meißner (* 24. April 1937 in Velbert; † 24. Juni 2025) war ein deutscher Wirtschaftswissenschaftler und Hochschullehrer sowie Präsident der Goethe-Universität Frankfurt.

## Leben und Wirken
Meißner begann 1956 an der Freien Universität Berlin ein Studium der Betriebswirtschaftslehre, das er 1961 als Diplom-Kaufmann an der Universität zu Köln abschloss. Anschließend studierte er an der Stanford University Volkswirtschaftslehre, worin er 1964 an der Freien Universität Berlin zum Dr. rer. pol. promoviert wurde. Es folgte das Studium der Ökonometrie und Statistik an der Universität Uppsala und an der Technischen Hochschule Darmstadt, wo er sich 1969 für Volkswirtschaftslehre und Ökonometrie habilitierte.
Von 1964 bis 1965 war Meißner Wissenschaftlicher Referent in der Abteilung für Ökonomie der Entwicklungsländer am Deutschen Institut für Wirtschaftsforschung Berlin. Nach seiner Habilitation war er 1969/70 zunächst Privatdozent für Volkswirtschaftslehre und Ökonometrie an der TH Darmstadt, bevor er 1971 den Ruf auf die Professur für Wirtschaftliche Staatswissenschaften an der Johann Wolfgang Goethe-Universität Frankfurt am Main erhielt. Von 1992 bis 1994 war Meißner neben seiner Frankfurter Professur auch noch Wissenschaftlicher Leiter und Geschäftsführer des Wirtschafts- und Sozialwissenschaftlichen Instituts (WSI) in Düsseldorf.
Von 1994 bis 2000 war Meißner der fünfte Präsident der Goethe-Universität Frankfurt. Dort legte er mit dem Erwerb des I.G.-Farben-Hauses von Hans Poelzig durch das Land Hessen den Grundstein für den Umzug der Universität ins Westend.
Meißner hatte Gastprofessuren an der Universität Stockholm (Volkswirtschaftslehre, 1972/74), der Universität Göteborg (Ökonometrie, 1974/75), an der Universität Wien (Wirtschaftspolitik, 1978/79 und 1982) und an der Universität Toronto (Chair for German and European Studies, 1990/91).
Er war Consultant bei der OECD in Paris (1965), bei der UNO in Genf (1966), UN-Consultant bei der Regierung von Liberia in Monrovia (1978), Experte der GTZ mit Einsätzen in China (1984 und 1985) und zehn Einsätzen in Indien (1988–1994).
Meißner war seit 1995 Vorsitzender des Wissenschaftlichen Beirats der Hans-Böckler-Stiftung und seit 1996 Mitglied ihres Kuratoriums. Seit 2001 war Meißner Kuratoriums-Mitglied der Villa Vigoni und seit 2002 Vorsitzender des Hochschulrates der Hochschule für Gestaltung in Offenbach am Main. Von 2004 bis 2016 war Meißner überdies Präsident der privaten Wirtschaftshochschule accadis Hochschule Bad Homburg, deren staatliche Anerkennung, institutionelle Akkreditierung und konsequenten Qualitätsanspruch er maßgeblich prägte.

## Auszeichnungen
- 2023: Hessischer Verdienstorden[6][7]